# Caccobius obtusus
Caccobius obtusus là một loài bọ cánh cứng trong họ Bọ hung (Scarabaeidae).